# Martella maria
Martella maria är en spindelart som beskrevs av Peckham, Peckham 1892. Martella maria ingår i släktet Martella och familjen hoppspindlar. Inga underarter finns listade i Catalogue of Life.